# Litovelské luhy
Litovelské luhy je maloplošná přírodní rezervace poblíž města Litovel v okrese Olomouc v Olomouckém kraji v Hornomoravském úvalu, která je součástí chráněné krajinné oblasti Litovelské Pomoraví. Oblast spravuje AOPK ČR Správa CHKO Litovelské Pomoraví. Důvodem ochrany je souvislý lesní komplex s bohatým bylinným podrostem, tvořený měkkým a tvrdým luhem, nacházející se podél řeky Moravy. Ten je tvořen především bylinami jarního aspektu lužního lesa. Brzy z jara je les pokrytý bílými koberci sněženek (Galanthus nivalis) a bledulí jarních (Leucojum vernum), které tvoří souvislou pokrývku. Poté je les fialový dymnivkami (Corydalis) a nakonec opět bílý v období dubna, kdy kvete česnek medvědí (Allium ursinum). Kromě uvedených rostlin a bylin zde kvete prvosenka jarní (Primula veris), plicník tmavý (Pulmonaria obscura), sasanka hajní (Anemonoides nemorosa), pryskyřníkovitá, orsej jarní (Ficaria verna). Potom přijde už jen kopřiva dvoudomá (Urtica dioica) a bršlice kozí noha (Aegopodium podagraria). V tůních se vyskytují vzácné druhy korýšů - žábronožka sněžní (Eubranchipus grubii) a listonoh jarní (Lepidurus apus).

## Turistika
Litovelským Pomoravím vede cyklostezka Olomouc–Horka nad Moravou–Litovel a je oblíbeným místem pěších i cyklistických výletů.
Přes Litovelské luhy vedou dvě naučné stezky:
- Naučná stezka Litovelské luhy, která je dlouhá cca 18 km a z velké části vede lužním lesem podél Mlýnského potoka.[4]
- Lesánkova naučná stezka[5]

## Galerie

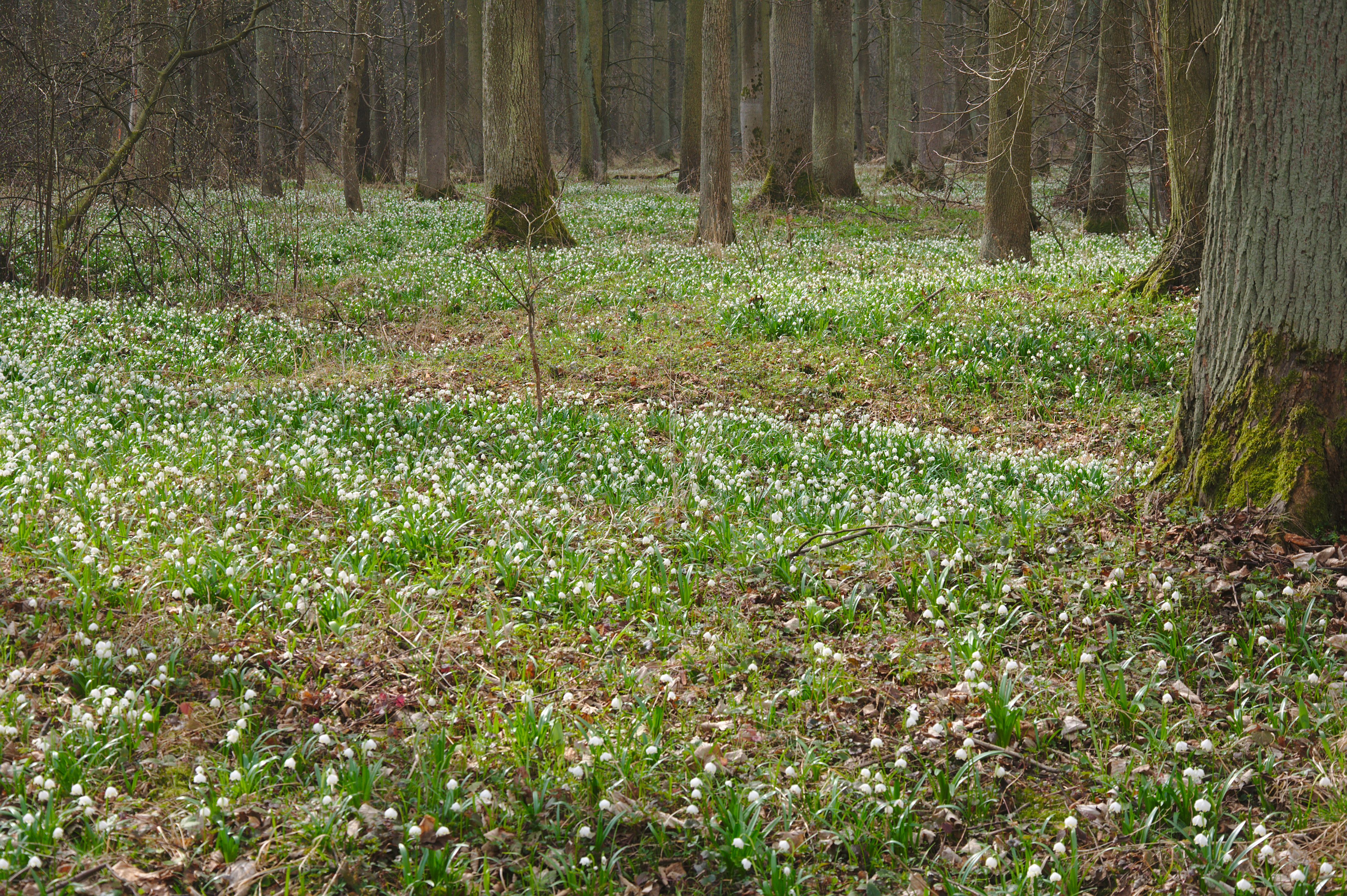
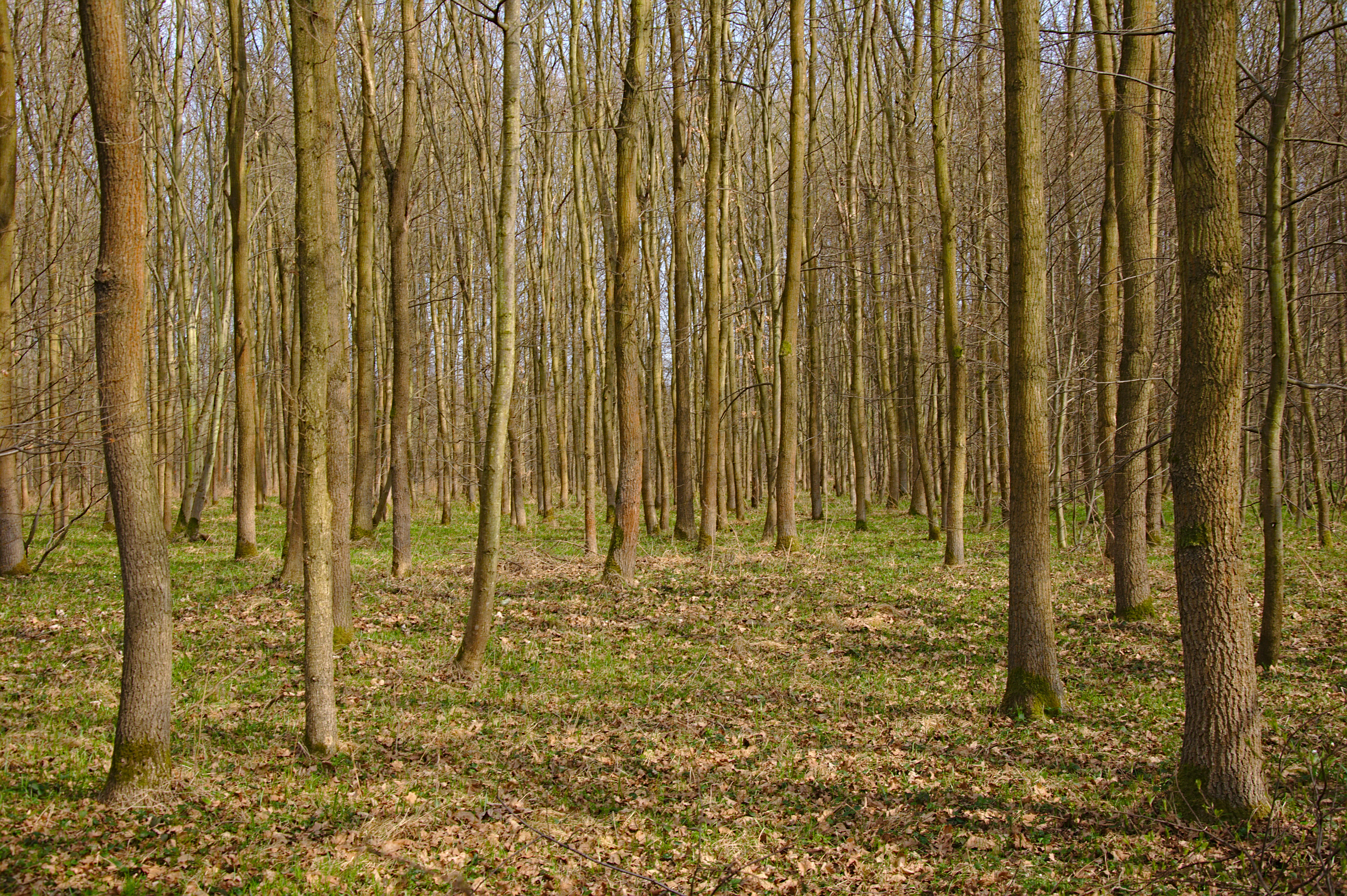
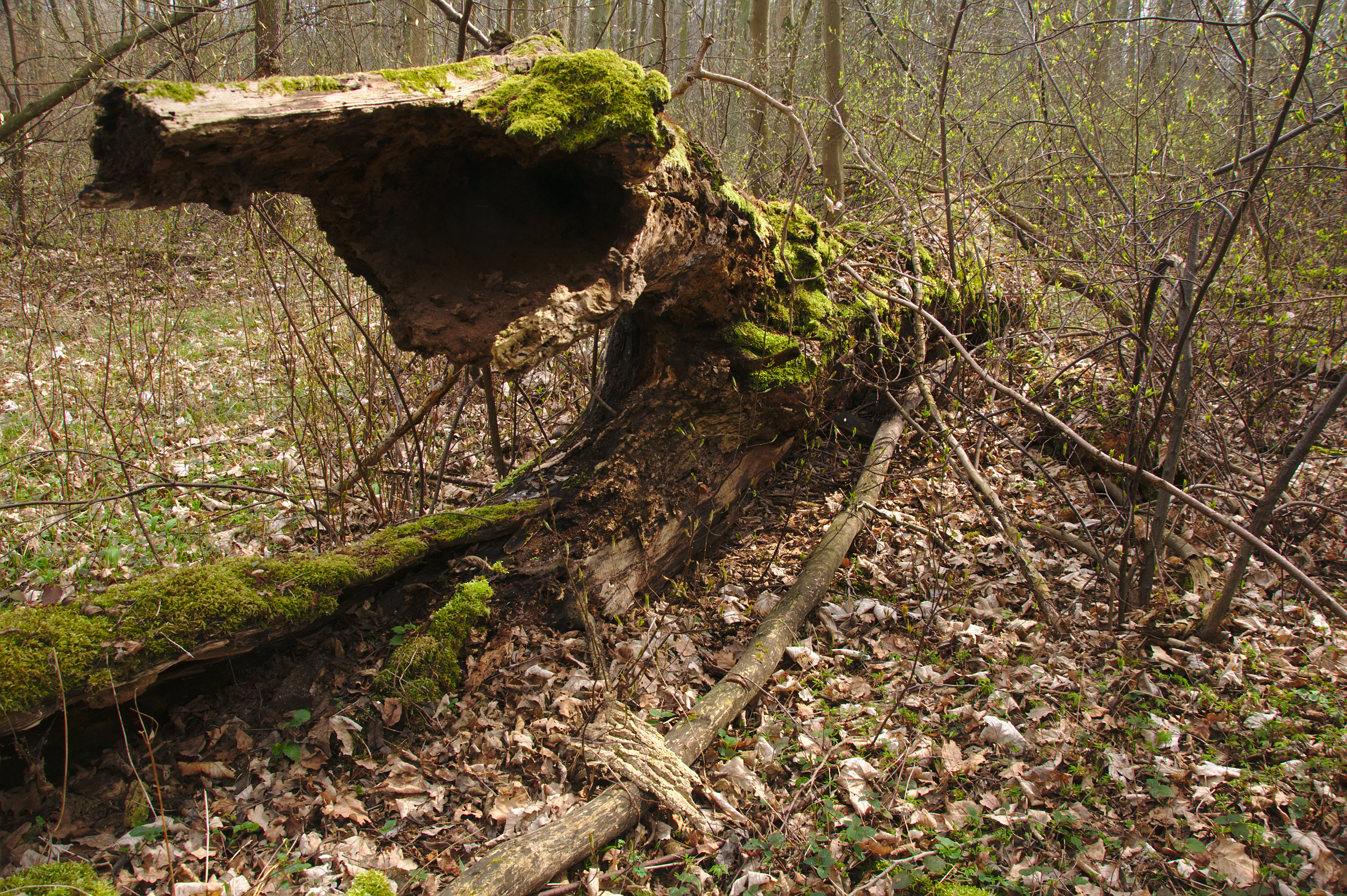
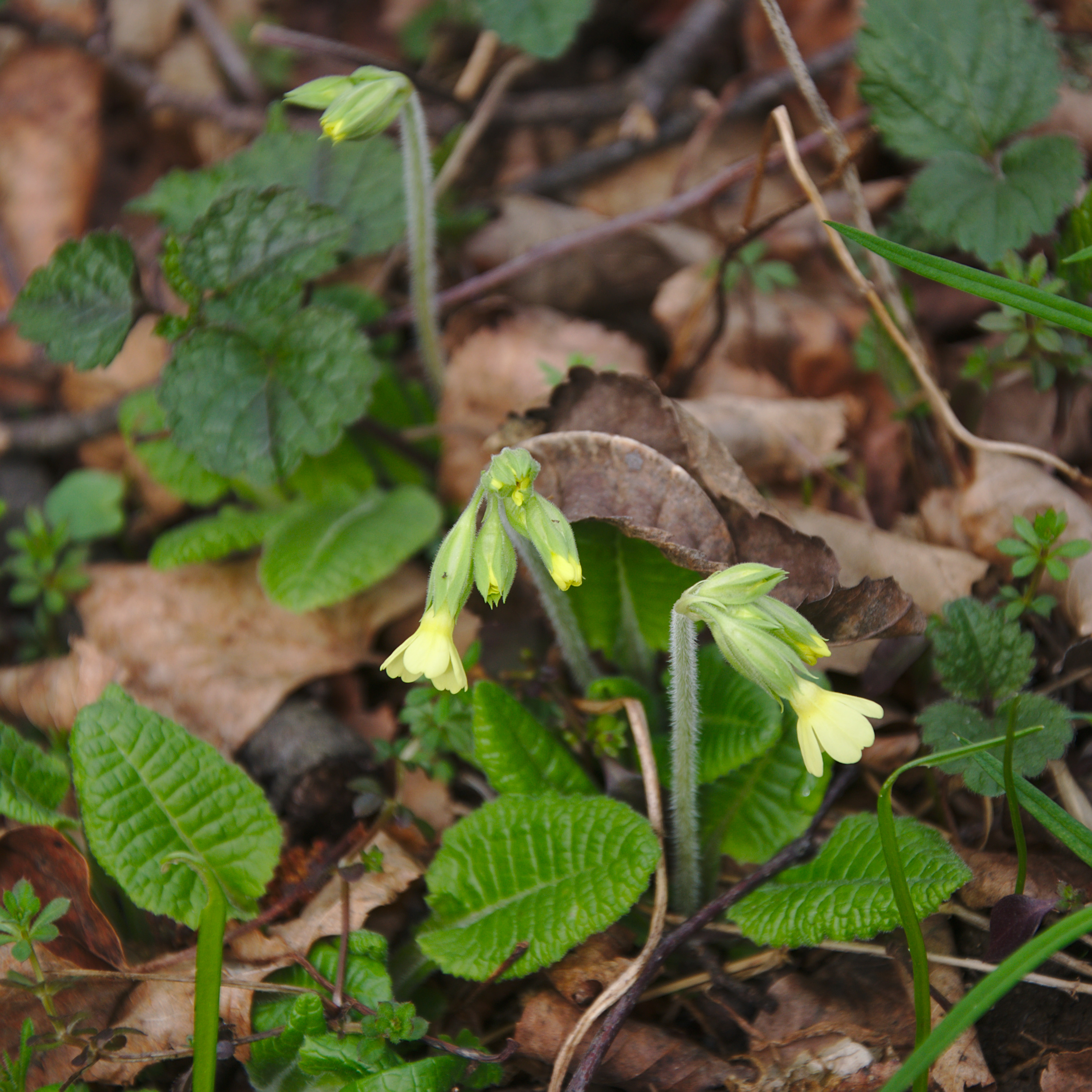
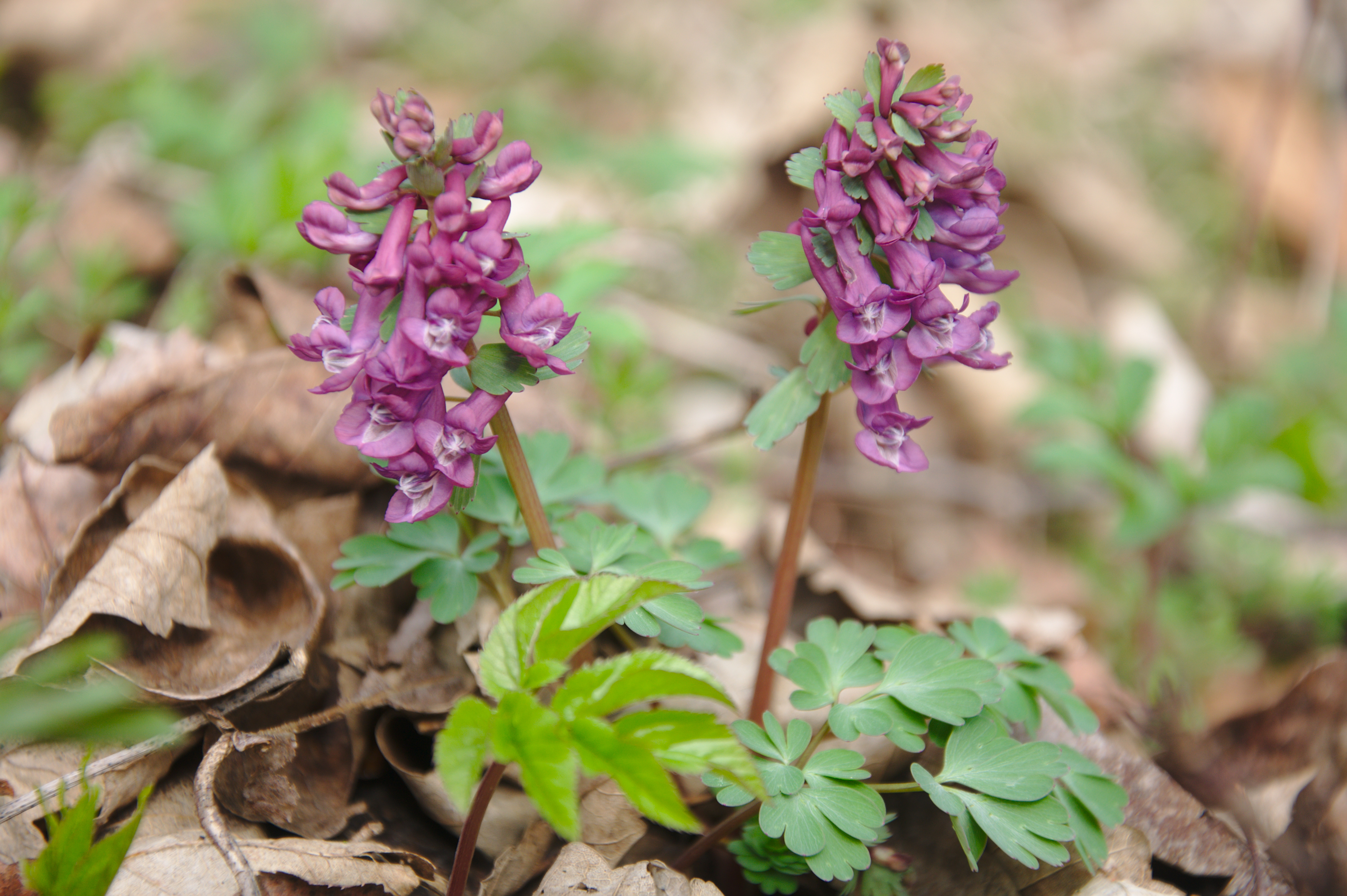
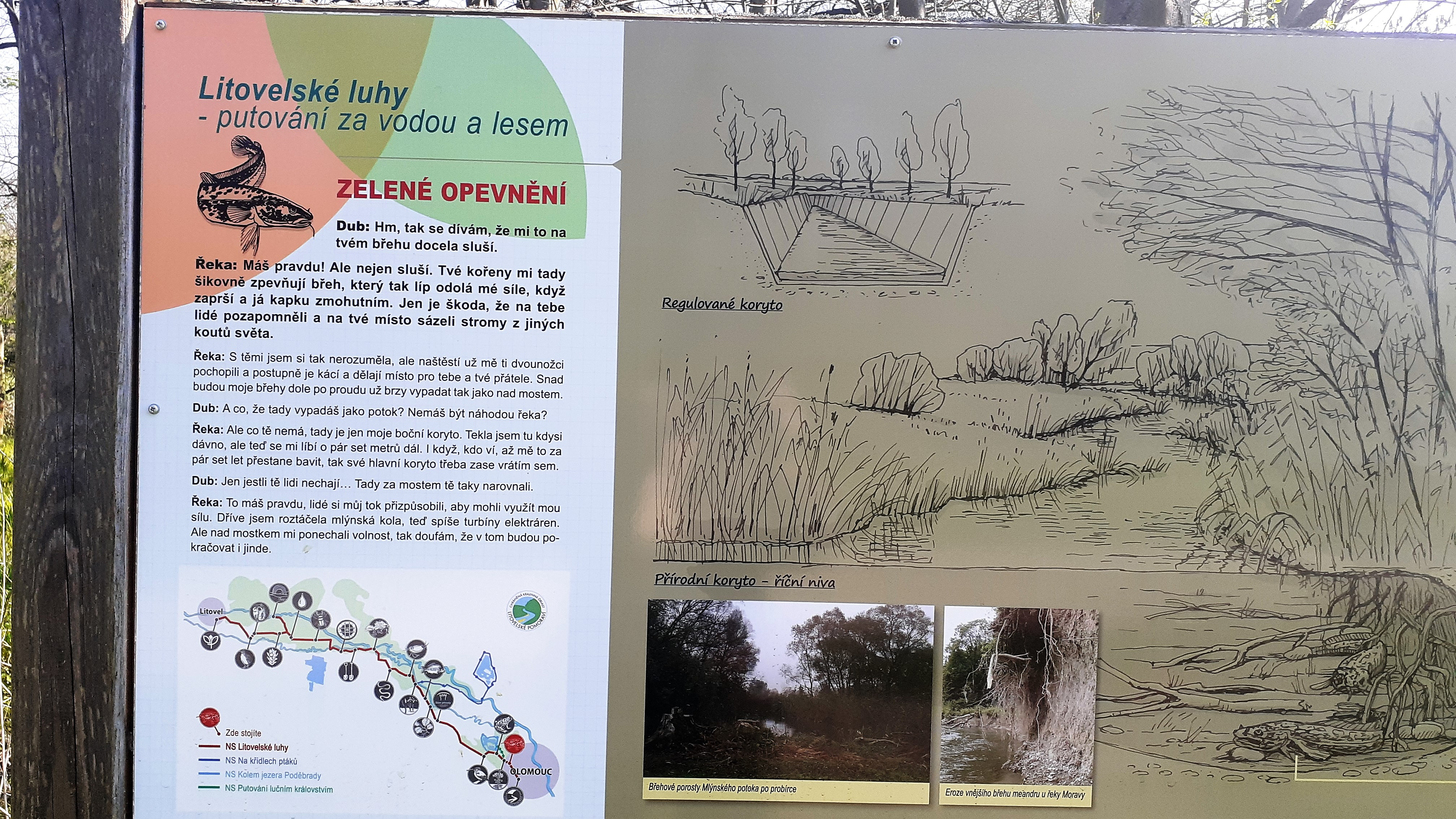
Informační tabule u NS Litovelské luhy
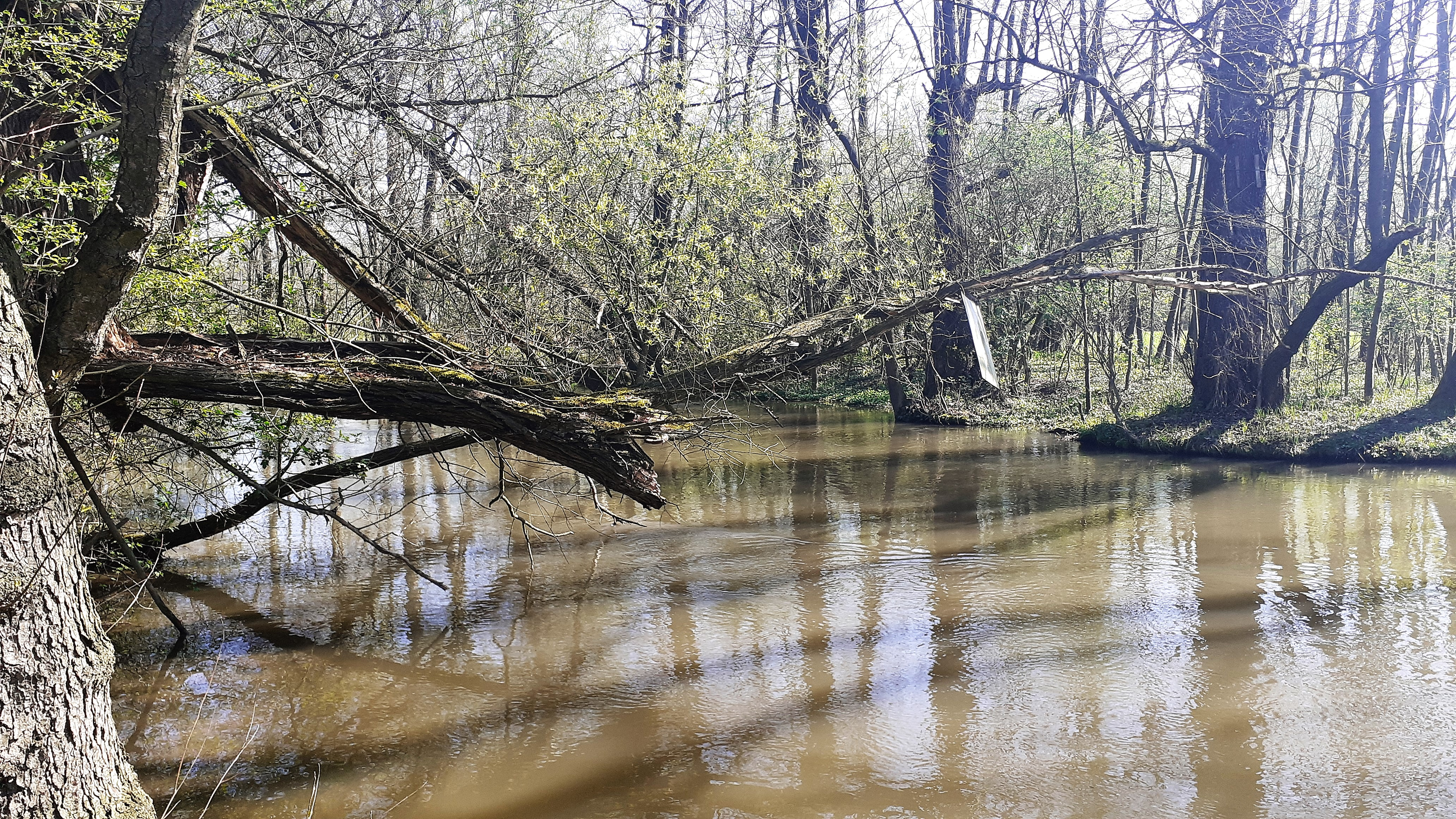
Mlýnský potok v Litovelských luzích
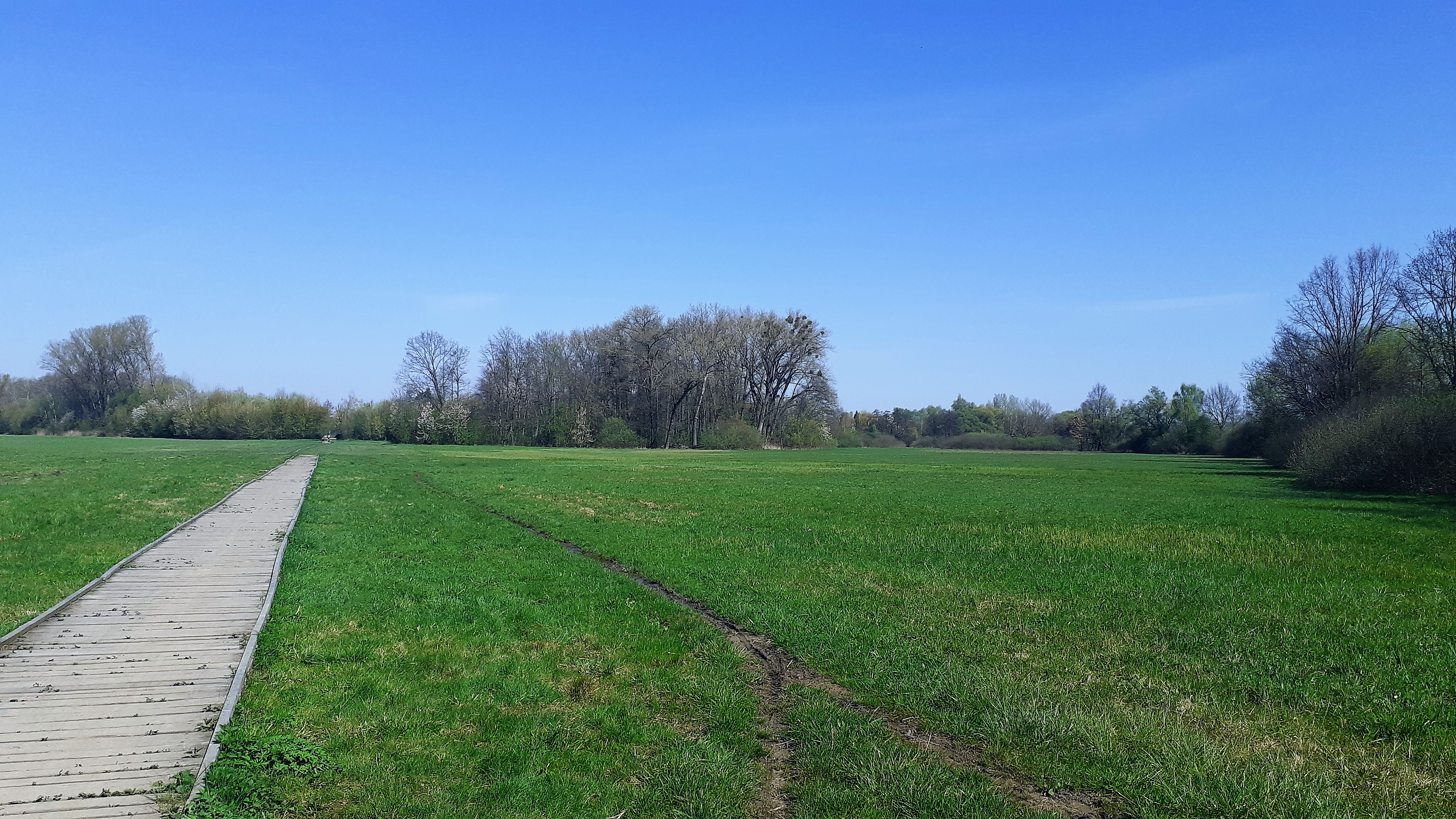
NS Litovelské luhy v blízkosti Olomouce